# روت ريمان
روت ريمان (بالألمانية: Ruth Rehmann) (ولدت في زيجبورج في 1 يونيو 1922 - 29 يناير 2016) أديبة ألمانية.

## حياتها
كان والدها قسيسا إنجيليا ينحدر من منطقة الراين. حصلت على الشهادة الثانوية في عام 1940. درست اللغتين الإنجليزية والفرنسية في معهد للترجمة الفورية في هامبورغ. ثم شرعت في دراسة تاريخ الفن وعلم الآثار واللغة الألمانية وآدابها في جامعتي بون وماربورج. وبدأت في عام 1943 دراسة الموسيقى في معاهد عليا في كولونيا وبرلين، وتخصصت في دراسة العزف على آلة الكمان.
إلا أن التجنيد الإجباري قطع دراستها للموسيقى, حيث قضت في الجيش عامي 1944 و1945. هربت في عام 1945 إلى أوبربايرن، وأقامت في منطقة شيمجاو. وفي عام 19147 استأنفت دراسة الموسيقى، وحصلت في عام 1951 على شهادة إجادة العزف، من معهد روبرت شومان للموسيقى في دوسلدورف.
ثم عملت بعد ذلك معلمة للغتين الإنجليزية والألمانية في المدارس الإقليمية في بافاريا, وإلى جانب ذلك عملت مترجمة فورية وسكرتيرة صحفية في العديد من السفارات الأجنبية في ألمانيا. وقامت في تلك الفترة رعدة رحلات إلى المغرب واليونان وفرنسا، وبدأت في نشر أعمالها الأدبية، وقد قرأت مقتطفات من روايتها الألمانية في إحدى المؤتمرات الأدبية لجماعة 47.
وقد كتبت روت ريمان العديد من الروايات والقصص والتمثيليات الإذاعية.
انضمت روت في عام 1979 إلى حركة السلام, ورشحت في انتخابات مجلس الشعب الألماني في عام 1983 عن حزب الخضر. وهي عضو في مركز بن P.E.N. في جمهورية ألمانيا الاتحادية، وكذلك عضو الأكاديمية البافارية للفنون الجميلة.
وقد حصلت على العديد من الجوائز الأدبية، منها: الجائزة التشجيعية من مدينة هانوفر في عام 1962، وجائزة جيورج ماكنزن الأدبية في عام 1974 مناصفة مع الكاتب ديتر كون.

## من أعمالها
- أوهام 1959
- الناس في الوادي 1968
- الرجل الذي على المنصة 1979
- الهبوط 1987
- في الطريق إلى أحلام غريبة 1993
- رحلة بالقارب مع السيدات 1995
- الكولونيل يقابل السيد شميدت 1995
- غريب في كامبريدج 1999

## روابط خارجية
- روت ريمان على موقع مونزينجر (الألمانية)